# John Fleming (historien de l'art)
Pour les articles homonymes, voir John Fleming et Fleming.
John Fleming (12 juin 1919 - 29 mai 2001) est un historien de l'art britannique, connu pour son partenariat d'écriture avec Hugh Honour. Leur A World History of Art, publié pour la première fois en 1982, en est, en 2020, à sa septième édition. Robert Adam and His Circle de Fleming à Édimbourg et à Rome (1961) remporte le prix Bannister Fletcher et la médaille Alice Davis Hitchcock,.

## Biographie
Fleming est né à Berwick-upon-Tweed. Il fait ses études à la Rugby School et étudie au Trinity College de Cambridge où il rencontre Hugh Honor, qui devient son partenaire de vie. Il voyage en Italie et est brièvement objecteur de conscience pendant la Seconde Guerre mondiale avant d'entrer dans l'Intelligence Corps de l'armée britannique au Caire. Là, il commence à écrire sur l'art avec l'encouragement de Nikolaus Pevsner.
Vivant à Asolo près de Venise, Honor et Fleming commencent un partenariat d'écriture productif. Ils sont mandatés par l'éditeur Allen Lane pour éditer la série Style and Civilization (commencée en 1967); la série Architect and Society (commencée en 1966); et la série Art in Context (commencée en 1972).
En 1962, Honor et Fleming déménagent à Villa Marchiò près de Lucques où ils résident pour le reste de leur vie. En 1966, ils collaborent avec Nikolaus Pevsner pour produire The Penguin Dictionary of Architecture (2e édition 1972), et en 1977, ils rédigent le Penguin Dictionary of Decorative Arts. A World History of Art a suivi en 1982 et les Venetian Hours of Henry James, Whistler and Sargent en 1991.
Fleming est mort à Tofori, près de Lucques.